# Dögei Éva
Dögei Éva (1977. január 30. –) magyar szinkronszínész, szinkronrendező. Gyermekkora óta szinkronizál.

## Szinkronszerepei

### Hazai filmek és tv-játékok
- Jóban Rosszban (2012-2013) – Sávolt Gabriella[forrás?]
- Nyócker! (2004) – Isaura (hang)

## Filmek
- A rosszfiúk (2022) - Tiffany Tincs - Lilly Singh

### Sorozatok
| Cím                                       | Szereplő                   | Színész                                      |
| ----------------------------------------- | -------------------------- | -------------------------------------------- |
| 24                                        | Maya Driscoll              | Angeta Goethals                              |
| 10-8: veszélyes őrjárat                   | Deputy Gabriela Lopez      | Christina Vidal                              |
| Alex és bandája                           | Linda Rossetti             | Lucrezia Di Michele                          |
| Apám, a fogdoki                           | Janey Harper               | Denby-Ashe                                   |
| Ausztrália csak egy lépés Írországtól     | Tara Keegan                | Danielle Fox-Clarke                          |
| A család apraja nagyja                    | María Martín               | Isabel Aboy                                  |
| A farm, ahol élünk                        | Nellie Oleson Dalton       | Alison Arngrim (2. hang)                     |
| A palota ékköve                           | Jun Jongro                 | I Iphsze                                     |
| A Macska                                  | Virginia Martínez Negrete  | Mariluz Bermúdez                             |
| A prófécia                                | Muriel                     | Pauline Le Jannou                            |
| A szerelem ösvényei                       | Rosaura Fernández López    | Manuela Imaz                                 |
| A vadmacska új élete                      | Zarela Balmaceda Sandoval  | Mariana Ávila                                |
| A végzet hatalma                          | Carolina Muñoz             | Kika Edgar                                   |
| Az én bűnöm                               | Teresa Roura Valdivia      | Gabriela Carrillo                            |
| Első csók                                 | Isabelle                   | Julie Caignault                              |
| Az ígéret földje                          | Dinah Greene               | Sarah Schaub                                 |
| Bagoly mondja                             | Darlene                    | Darlene Hunt                                 |
| Barátok és szerelmek                      | Brenda Tovar               | Pía Aub                                      |
| Baywatch Hawaii                           | Jessie Owens               | Brooke Burns                                 |
| Bír-lak                                   | Kimberly 'Kimmy' Gibbler   | Andrea Barber                                |
| Buffy, a vámpírok réme                    | Cordelia Chase             | Charisma Carpenter (3. hang)                 |
| Candy                                     | Soledad                    | Andrea Torre                                 |
| Csajok, szilikon, ez lesz a Paradicsom!   | Paola                      | María Alejandra Pinzón                       |
| Családi kötelékek                         | Mallory Keaton             | Justine Bateman                              |
| Downton Abbey                             | Daisy                      | Sophie McShea                                |
| Ed                                        | Diane Snyder               | Ginnifer Goodwin (Hallmark szinkronváltozat) |
| Éld az életem!                            | Lupita Miranda             | Daniella Macias                              |
| Flipper, a delfin                         | Maya Graham                | Jessica Alba                                 |
| Gyagyás család                            | Sofía Estévez              | Sofía Gala                                   |
| H2O: Egy vízcsepp elég                    | Emma Gilbert               | Claire Holt                                  |
| Hetedik mennyország                       | Sandy Jameson              | Haylie Duff (2. hang)                        |
| Ikercsajok                                | Tia Landry                 | Tia Mowry                                    |
| Internátus                                | Carolina Leal Solís        | Ana de Armas                                 |
| Jó kis bagázs                             | Julie                      | Julie Cavanna                                |
| Kaliforniai álom                          | Samantha 'Sam' Woo         | Jennie Kwan                                  |
| K.C., a tinikém                           | Marisa Clark               | Veronica Dunne                               |
| Két pasi – meg egy csajszi                | Irene                      | Jillian Bach                                 |
| Két pasi – meg egy kicsi                  | Kandi                      | April Bowlby                                 |
| Kettős játszma                            | Katia Alanís               | Manuela Imaz                                 |
| Kyle, a rejtélyes idegen                  | Amanda Bloom               | Kristen Prout                                |
| Legjobb évek                              | Kathryn Klarner            | Jennifer Miller                              |
| María del Carmen                          | María del Carmen Campusano | Aracely Arámbula                             |
| María Mercedes                            | Rosario Muñoz              | Karla Álvarez                                |
| Menekülés a Jupiterről                    | Anna                       | Robyn MacKenzie                              |
| Miért pont Brian?                         | Ivy                        | Amanda Foreman                               |
| Milagros                                  | Rossy Bermúdez             | Saskia Bernaola                              |
| Nagymenők                                 | Paisley Bishop             | Jordan Madley                                |
| Ne hagyj el!                              | Karen Rangel               | Florencia de Saracho                         |
| Nicky, Ricky, Dicky és Dawn               | Anne Harper                | Allison Munn                                 |
| Öribarik                                  | Shelby Marcus              | Lauren Taylor                                |
| Pillangó-hatás                            | Kayleigh Miller            | Amy Smart                                    |
| Pimaszok, avagy kamaszba nem üt a mennykő | Bridget Hennessy           | Kaley Cuoco                                  |
| Sarokba szorítva                          | Gabriella «Gaby» Soriano   | Mariana Torres                               |
| Sabrina, a tiniboszorkány                 | Roxie King                 | Soleil Moon Frye                             |
| Soñadoras – Szerelmes álmodozók           | Jacqueline de la Peña      | Aracely Arámbula                             |
| Sonny, a sztárjelölt                      | Tawni Hart                 | Tiffany Thornton                             |
| Sweet Valley                              | Enid Rollins               | Amy Danles                                   |
| "Szentek" kórháza                         | Rebecca Green              | Natasha Beaumont                             |
| Szerelem zálogba                          | Esmeralda Ramos de Solares | Margarita Magaña                             |
| Szívtipró gimi                            | Sarah Livingstone          | Natalie Roy                                  |
| Szulejmán                                 | Esmahan szultána           | Ecem Çalık                                   |
| Szulejmán                                 | Binnur Hatun               |                                              |
| A szultána                                | Katerina asszony           | Tuğba Melis Türk                             |
| Szünidei napló                            | Shira Kahana               |                                              |
| Teresa                                    | Aida Cáceres Azuela        | Margarita Magaña                             |
| Agymenők                                  | Bernadette                 | Melissa Rauch                                |
| Vadmacska                                 | Jimena Arismendi           | Silvana Arias                                |
| Trónok harca                              | Sansa Stark                | Sophie Turner                                |

### Animációs sorozatok
| Cím                                           | Szereplő                                                                      | Színész                          |
| --------------------------------------------- | ----------------------------------------------------------------------------- | -------------------------------- |
| Amerikai fater                                | Hayley Smith                                                                  | Rachael MacFarlane               |
| A Pókember elképesztő kalandjai               | Thundra (1. évad)                                                             | Tara Strong                      |
| B-Daman                                       | Lienna Vincent                                                                | ?                                |
| Babar: A győzelem ünnepe                      | Flora                                                                         | Marsha Moreau                    |
| Beverly Hills Tini Klub                       | Shanelle Spencer                                                              | Michelle St John                 |
| Ben 10: Ultimate Alien                        | Gwen                                                                          | Ashley Johnson                   |
| Bleach                                        | Kurocucsi Nemu (2. hang)                                                      | Kugimija Rie                     |
| Bújj, bújj, szellem!                          | Mijanosita Szacuki                                                            | Kavakami Tomoko                  |
| Conan, a detektív                             | Szaeki Reiko (47. epizód)                                                     | ?                                |
| Csajkommandó                                  | Mercredi                                                                      | Mizuhasi Kaori                   |
| D.Gray-man                                    | Lenalee Lee, Claire (1. epizód)                                               | Itó Sizuka                       |
| Fecsegő tipegők                               | Lil DeVille                                                                   | Kath Soucie                      |
| Gumball csodálatos világa                     | Masami Yoshida (1. hang), Carrie Krueger (4. évadtól), Clare Cooper (1. hang) | Jessica McDonald, Naomi McDonald |
| Hé, Arnold!                                   | Helga                                                                         | Francesca Smith                  |
| A hosszúlábú apu                              | Judy Abbott                                                                   | Horie Micuko                     |
| Iggy Arbuckle                                 | Zoop                                                                          | ?                                |
| Ölelörny Henry                                | Estelle Enormomonster                                                         | Grey DeLisle                     |
| InuYasha, a film – Az időt felülmúló szerelem | Hari                                                                          | Kavakami Tomoko                  |
| Kaleido Star                                  | Sophie Oswald                                                                 | Szavasiro Mijuki                 |
| Kilari                                        | Szajaka                                                                       | Mijake Kaja                      |
| Lego Nexo Knights                             | Alice Squires                                                                 | Erin Mathews                     |
| Lovely Complex                                | Koizumi Risza                                                                 | Okamura Akemi                    |
| Nodame Cantabile                              | Noda Megumi                                                                   | Kavaszumi Ajako                  |
| Phineas és Ferb                               | Stacy Hirano                                                                  | Kelly Hu                         |
| Rejtélyek városkája                           | Wendy                                                                         | Linda Cardellini                 |
| Sailor Moon                                   | Hino Rei                                                                      | Tomizava Micsie                  |
| Sharon naplója                                | Nina Harper                                                                   | Katie Griffin                    |
| Skunk Fu – Balhé a völgyben                   | Róka                                                                          | ?                                |
| Slayers – A kis boszorkány                    | Miuwan (42. epizód)                                                           | ?                                |
| Soul Eater – Lélekfalók                       | Marie Mjolnir                                                                 | Honda Cseiko                     |
| Tinity Blood – Vér és Kereszt                 | Agnes                                                                         | Kuvasima Hóko                    |
| Totál Dráma                                   | Lindsay                                                                       | Stephanie Mills                  |
| Totál Dráma: Versengés a föld körül           | Stephanie                                                                     | Nicki Burke                      |
| Transformers: Energon                         | Misha                                                                         | ?                                |
| Tündéri keresztszülők                         | Vicky (KidsCo és Disney Channel-szinkron)                                     | Grey DeLisle                     |
| Vampire Knight                                | Kurenai Maria                                                                 | Nakahara Mai                     |
| Viharsólymok                                  | Cyclonis Mester                                                               | ?                                |
| Winx Club                                     | Musa (Jetix szinkron), Daphne (Nickelodeon szinkron)                          | Romi Dames, Elizabeth Gillies    |
| W.I.T.C.H                                     | Irma Lair                                                                     | ?                                |
| Yu-Gi-Oh! GX                                  | Fonda Fontaine                                                                | ?                                |
| Zhu Zhu                                       | Madge                                                                         | Brianna D'Aguanno                |
| Zombik szigete                                | Suzi                                                                          | Bryn McAuley                     |
| Lego Ninjago: A Spinjitzu mesterei            | Princess Vania                                                                | Sabrina Pitre                    |
| Krétazóna                                     | Tillie                                                                        | Grey DeLisle                     |